# Demonax contrarius
Demonax contrarius là một loài bọ cánh cứng trong họ Cerambycidae.